# Hibito
Le hibito est une langue cholonane parlée en Amazonie péruvienne dans la région de San Martín.
La langue est éteinte.